# Stefan Šćepović
Stefan Šćepović (Servisch: Стефан Шћеповић) (Belgrado, 10 januari 1990) is een Servisch betaald voetballer die bij voorkeur in de aanval speelt. Šćepović debuteerde in 2012 in het Servisch voetbalelftal. Hij is de broer van voetballer Marko Šćepović.

## Carrière
Šćepović begon bij de jeugd van FK Partizan, maar vertrok naar stadsgenoot OFK Beograd. Bij die club maakte hij als zeventienjarige zijn debuut in het eerste elftal. De aanvaller werd het seizoen nadien een half jaar uitgeleend aan FK Mladi Radnik Požarevac, waar hij amper speelde. Nadien speelde hij zes maanden op huurbasis voor FK Sopot.
Vervolgens keerde Šćepović terug naar Beograd, maar een vaste waarde werd hij er niet. In de winterperiode van het seizoen 2009/10 werd hij uitgeleend aan Sampdoria. Daar kwam hij twee keer aan de bak, met Antonio Cassano als concurrent voor dezelfde positie.
In juli 2010 tekende Šćepović een contract voor drie jaar bij Club Brugge met een optie voor nog een seizoen. In de Europa League-wedstrijd tegen PAOK Saloniki (1-1) scoorde hij zijn eerste officiële doelpunt voor Club Brugge. Vanaf 31 januari 2011 werd Šćepović uitgeleend aan KV Kortrijk.
Na een jaar bij Hapoel Akko in Israël vertrok Šćepović naar FK Partizan, dat hem na zes maanden uitleende aan MS Ashdod. In juli 2013 vertrok Šćepović naar Sporting Gijón, in eerste instantie op huurbasis. Zeven maanden later nam de Spaanse club hem definitief over en legde ze hem vast tot medio 2018. Hij tekende in september 2014 een vierjarig contract bij Celtic, dat circa €2.900.000,- voor hem betaalde.

### Statistieken
| Seizoen | Club             | Land               | Competitie           | Duels | Doelp. |
| ------- | ---------------- | ------------------ | -------------------- | ----- | ------ |
| 2007/08 | OFK Beograd      | Vlag van Servië    | Superliga            | 4     | 0      |
| 2008/09 | → Mldai Radnik   | Vlag van Servië    | Prva Liga            | 2     | 0      |
| 2009/10 | OFK Beograd      | Vlag van Servië    | Superliga            | 12    | 1      |
| 2009/10 | → UC Sampdoria   | Vlag van Italië    | Serie A              | 2     | 0      |
| 2010/11 | Club Brugge      | Vlag van België    | Jupiler Pro League   | 4     | 0      |
| 2010/11 | → KV Kortrijk    | Vlag van België    | Jupiler Pro League   | 8     | 1      |
| 2011/12 | Hapoel Akko      | Vlag van Israël    | Ligat Ha'Al          | 31    | 13     |
| 2012/13 | FK Partizan      | Vlag van Servië    | Superliga            | 14    | 7      |
| 2012/13 | → MS Ashdod      | Vlag van Israël    | Ligat Ha'Al          | 13    | 6      |
| 2013/14 | Sporting Gijón   | Vlag van Spanje    | Segunda División A   | 41    | 23     |
| 2014/15 | Celtic FC        | Vlag van Schotland | Scottish Premiership | 18    | 3      |
| 2015/16 | Celtic FC        | Vlag van Schotland | Scottish Premiership | 1     | 0      |
| 2015/16 | → Getafe CF      | Vlag van Spanje    | Primera División     | 34    | 6      |
| 2016/17 | Getafe CF        | Vlag van Spanje    | Segunda División A   | 25    | 3      |
| 2017/18 | → Sporting Gijón | Vlag van Spanje    | Segunda División A   | 15    | 4      |
| 2017/18 | Videoton FC      | Vlag van Hongarije | Nemzeti Bajnokság    | 13    | 5      |
| Totaal  | Totaal           | Totaal             | Totaal               | 237   | 72     |

## Nationaal team
Op 29 februari 2012 maakte Šćepović zijn debuut als international voor Servië, tegen Cyprus. Ook zijn broer Marko maakte dat jaar zijn debuut als international.

## Erelijst
| Kampioen Scottish Premier League | 1x | 2014/15 |
| Scottish League Cup              | 1x | 2014/15 |